# Argyrodes neocaledonicus
Argyrodes neocaledonicus là một loài nhện trong họ Theridiidae.
Loài này thuộc chi Argyrodes. Argyrodes neocaledonicus được Lucien Berland miêu tả năm 1924.